# Maddalena penitente (Tiziano Firenze)
La Maddalena penitente è un dipinto a olio su tavola (85 × 68 cm) di Tiziano, databile al 1533 circa e conservato nella Galleria Palatina di Firenze. È firmato TITIANVS.

## Storia
Le notizie storiche sul dipinto sono confuse per l'esistenza di alcune copie e varianti, di cui quella fiorentina dovrebbe essere la più antica e la più sensuale. Vasari ricordò due repliche della Maddalena, una eseguita per il veneziano Silvio Badoer e una per Carlo V. Un'ipotesi più recente vuole il dipinto eseguito per Francesco Maria della Rovere a Venezia, per il comandante delle truppe veneziane. Una di queste si trovava alla sua epoca nella guardaroba del Duca di Urbino, e dovrebbe trattarsi di quella fiorentina giunta in città con la dote di Vittoria Della Rovere nel 1631. Tietze legò il dipinto a uno ricordato nel carteggio dei duchi di Mantova come eseguito nel 1531 per Vittoria Colonna su incarico di Federico II Gonzaga. Secondo E. von Rotschild l'artista si ispirò a una Venere antica, non meglio precisata.
In ogni caso il dipinto è sicuramente a Pitti dalla fine del XVII secolo, quando è ricordato, ancora nel 1723, nella "sala dell'udienza privata", passando nel 1761 alla "sala di Saturno"; nel 1771 seguì un periodo nella "camera che guarda Santa Felicita", poi dal 1793 al 1799 nella "sala di Giove", nel 1819 nel "salotto del parato azzurro", nel 1828 nella "sala dell'Educazione di Giove", e dal 1832 nella "sala di Apollo", dove si trova tuttora con un breve parentesi nella "sala della Giustizia" (1937). Ne esistono varie copie di bottega.
Opera molto amata e celebrata, per tutto il XIX secolo fu copiatissima, tra gli altri da Francesco Acciai (1830), Robert McInnes (1831), Giuseppe Ozzali (1831), Ignaz Schmidt (1831), Karl Baumbach (1833), Francesco del Fabbro (1837), Francesco Pilaccini (1838), Francesco Fanciullacci (1838) e Terry (1838).

## Descrizione e stile
Su uno sfondo burrascoso, che ricorda un cielo plumbeo e della boscaglia, la Maddalena è ritratta a mezza figura vicino all'ampolla degli unguenti che la fa riconoscere inequivocabilmente come la santa. Essa, dalla bellezza prorompente che è stata definita "pre-rubensiana", guarda il cielo con un fervente sguardo e si copre con i lunghissimi capelli biondi, ondulati e setosi, il corpo nudo. Ma, più che coprirla, i capelli ne esaltano la sensualità, poiché fanno emergere i due seni nudi, due piccole sfere coi capezzoli turgidi. Si tratta quindi sicuramente di un'opera per un colto committente privato, probabilmente tenuta coperta o in stanze dall'accesso selezionato.
Il brano pittorico più stupefacente sono senz'altro i capelli, che hanno una consistenza reale e lucente, mai rappresentati con tanta verosimiglianza materica: non a caso c'è chi parla del "biondo Tiziano" come di un riconoscibile marchio di fabbrica. In generale si nota che la libertà del tocco prevale sulla precisione del disegno, secondo una tecnica portata avanti dai veneziani, e che, nella fase tarda della sua carriera, sarà portata da Tiziano alle conseguenze estreme.
Questa la descrizione di Vasari nelle sue Vite (ed. 1568, VI, 167)): "Dopo fece Tiziano, per mandare al re Cattolico, una figura da mezza coscia in su d'una Santa Maria Madalena scapigliata, cioè con i capelli che le cascano sopra le spalle, intorno alla gola e sopra il petto, mentre ella, alzando la testa con gl'occhi fissi al cielo, mostra compunzione nel rossore degl'occhi, e nelle lacrime dogliezza de' peccati: onde muove questa pittura, chiunche la guarda, estremamente; e, che è più, ancorché sia bellissima, non muove a lascivia, ma a comiserazione. Questa pittura, finita che fu, piacque tanto a Silvio [Badoer], gentiluomo viniziano, che donò a Tiziano, per averla, cento scudi, come quelli che si diletta sommamente delle pittura; là dove Tiziano fu forzato farne un'altra, che non fu men bella, per mandarla al detto re Catolico".